# Marmaray

Foto de satélide com a linha do Marmaray a vermelho. O troço ponteado representa o túnel submarino.

Marmaray é um projeto ferroviário que liga as partes europeia e asiática de Istambul por um túnel submarino debaixo do Bósforo. O nome provém da combinação de "Mármara", o nome do mar onde ao qual o Bósforo se liga muito perto do local onde passa o túnel, e de ray, a palavra turca para  "trilho".
A construção do projeto começou em maio de 2004. Inclui um trecho submarino de 13,3 km em Istambul e o melhoramento de 63 km de linhas suburbanas para criar uma linha de alta capacidade com 76,3 km de extensão entre Gebze e Halkalı.
O cruzamento do estreito de Istambul é feito por um tubo imerso à prova de terremoto de 1,8 km, montado em 18 seções e colocado 55 m abaixo do nível de mar. Este tubo é acessado por túneis furados em Yenikapı no lado europeu, e em Söğütlüçeşme no lado asiático. As estações intermédias foram construídas em Sirkeci, no lado europeu, e em Üsküdar, no lado asiático. A nova Estação de Yenikapı liga o Marmaray com o Metropolitano de Istambul e a linha de metropolitano ligeiro que serve o Aeroporto Atatürk.
O melhoramento das linhas suburbanas requereu a colocação de um terceiro trilho na maior parte dos trechos, de forma a aumentar a capacidade da linha para 75 000 passageiros por hora em cada sentido. A sinalização deve, também, ser modernizada para permitir o serviço de headway de 2 minutos. As 41 estações ao longo da linha serão recondicionadas. O tempo total do percurso será de 105 minutos. Em 2010 estimava-se que o custo do projeto atingisse 840 milhões de dólares americanos e que o transporte ferroviário na área metropolitana de Istambul passasse a representar 27,7% do total (atualmente representa apenas 3,6%), colocando Istambul no terceiro lugar a nível mundial, atrás de Tóquio (60%) e Nova Iorque (31%).
O túnel foi inaugurado em 29 de outubro de 2013. Bastam quatro minutos a cerca de 60 metros de profundidade sob o Bósforo e cruza-se do lado "asiático" ao "europeu" da cidade.
O novo túnel ferroviário do Marmaray usa tecnologia japonesa resistente a sismos — que permite aos arranha-céus tremer sem quebrar. Essa é uma necessidade imperiosa, pois o túnel fica a menos de 20 quilómetros da falha sísmica onde se tem acumulado mais stress sísmico e onde os cientistas calculam existir 68% de probabilidade de que se venha a registar um sismo de magnitude 7 ou superior nos próximos 30 anos.